# Comté de Ferrette
 (janvier 2022).
La mise en forme du texte ne suit pas les recommandations de Wikipédia : il faut le « wikifier ».
Les points d'amélioration suivants sont les cas les plus fréquents. Le détail des points à revoir est peut-être précisé sur la page de discussion.
- Les titres sont pré-formatés par le logiciel. Ils ne sont ni en capitales, ni en gras.
- Le texte ne doit pas être écrit en capitales (les noms de famille non plus), ni en gras, ni en italique, ni en « petit »…
- Le gras n'est utilisé que pour surligner le titre de l'article dans l'introduction, une seule fois.
- L'italique est rarement utilisé : mots en langue étrangère, titres d'œuvres, noms de bateaux, etc.
- Les citations ne sont pas en italique mais en corps de texte normal. Elles sont entourées par des guillemets français : « et ».
- Les listes à puces sont à éviter, des paragraphes rédigés étant largement préférés. Les tableaux sont à réserver à la présentation de données structurées (résultats, etc.).
- Les appels de note de bas de page (petits chiffres en exposant, introduits par l'outil «  Source ») sont à placer entre la fin de phrase et le point final[comme ça].
- Les liens internes (vers d'autres articles de Wikipédia) sont à choisir avec parcimonie. Créez des liens vers des articles approfondissant le sujet. Les termes génériques sans rapport avec le sujet sont à éviter, ainsi que les répétitions de liens vers un même terme.
- Les liens externes sont à placer uniquement dans une section « Liens externes », à la fin de l'article. Ces liens sont à choisir avec parcimonie suivant les règles définies. Si un lien sert de source à l'article, son insertion dans le texte est à faire par les notes de bas de page.
- La présentation des références doit suivre les conventions bibliographiques. Il est recommandé d'utiliser les modèles {{Ouvrage}}, {{Chapitre}}, {{Article}}, {{Lien web}} et/ou {{Bibliographie}}. Le mode d'édition visuel peut mettre en forme automatiquement les références.
- Insérer une infobox (cadre d'informations à droite) n'est pas obligatoire pour parachever la mise en page.

Pour une aide détaillée, merci de consulter Aide:Wikification.
Si vous pensez que ces points ont été résolus, vous pouvez retirer ce bandeau et améliorer la mise en forme d'un autre article.
XIIe siècle – 1324
Entités précédentes :
- comté de Montbéliard

Entités suivantes :
- Landgraviat de Haute-Alsace

Le comté de Ferrette est un ancien comté d'Alsace dont le territoire couvrait la majeure partie du Sundgau (dont l'actuel territoire de Belfort).

## La création du comté
Au VIIIe siècle Boronus était propriétaire de toute la contrée nommée alors « Pagus Alsgaugiensis » ou « canton d'Elsgau ». Sa descendance n'est pas connue et un flou règne jusqu’à l'apparition de Louis de Montbéliard, dans le courant du XIe siècle, qualifié de comte de Montbéliard, d'Altkirch et de Ferrette. Son petit-fils Frédéric Ier de Ferrette est considéré comme étant le bâtisseur du château. Il fait élever celui-ci à l'emplacement d'une tour d'observation construite par les Romains.
Le comté de Ferrette (en allemand : Grafschaft Pfirt) est un ancien démembrement des domaines des ducs puis comtes d'Alsace, réalisé sous les carolingiens. Il dépend du second royaume de Bourgogne, avant d'être réuni à l'Alsace, en 1032, après la mort de Rodolphe III, dernier roi de Bourgogne. Malgré les tentatives de Rodolphe de Habsbourg pour que les comtes de Ferrette se reconnaissent comme mouvant de l'Empire, il n'en fut rien. Ces derniers jouissaient de tous les droits de souverains indépendants : d'ailleurs, lors de la vente du comté à l'évêché de Bâle en 1271, il n'y a aucune réserve indiquant un droit de suzeraineté de l'Empire ni même du comté de Bourgogne. Le comté de Ferrette n'était pas une entité compacte car il devait sa création au morcellement des terres d'Alsace mais il avait réussi à s'agrandir au cours des siècles. Il correspondait aux territoires de trois seigneuries principales qui sont Ferrette, Altkirch et Thann, puis celles de Belfort, de Delle et de Rougemont ; sont chef-lieu en était le Château de Ferrette.
En 1048, Bruno d'Eguisheim-Dagsbourg, élu pape sous le nom de Léon IX, parent de Frédéric, marquis de Suse, fils de Louis de Montbéliard, vient au château consacrer la chapelle Sainte-Catherine. À cette époque, Thierry, fils de Louis de Montbéliard, dirige le comté de Ferrette avec l'aide de son frère Frédéric. Ce dernier accompagnerait Léon IX lors de son retour à Rome et fondait, à Ferrette, un collège de chanoines de l'ordre de Saint Augustin. Plus tard il épousait Agnès, fille de Pierre de Savoie et d'Agnès de Guinnes, obtenant ainsi le marquisat de Suse. À son décès en 1092, il laisse trois fils dont Pierre, chassé d'Italie par Henri IV, se retirait à Lucelbourg, ses deux autres fils, Bruno et Sigefroid, entraient dans les ordres. Thierry Ier de Montbéliard avait neuf enfants dont Thierry II et Frédéric Ier qui gouverneront le comté de Ferrette conjointement jusqu'en 1125, où les titres des deux frères ne sont plus confondus, Frédéric portant seul celui de comte de Ferrette.
Le domaine de Frédéric Ier de Ferrette comprend une grande partie de Sundgau, originairement partie intégrante de l'Austrasie avant que celle-ci ne soit divisée entre la Basse-Alsace, nommée Nordgau, et la Haute-Alsace nommée, Sundgau. Ce découpage devait donner des droits à Frédéric sur le pays de Porrentruy et la vallée de Delémont. Frédéric établit sa résidence à Ferrette et, avec le consentement de sa seconde femme et de son fils Louis, il fonde le monastère de Feldbach (sur le territoire de Vieux-Ferrette) vers 1144. Dans le même temps, il fait bâtir une église qui deviendra le lieu de sépulture de plusieurs des membres de cette famille. Après le décès de son beau-frère, Hugues Ier de Vaudémont, il hérite d'une partie des terres d'Eguisheim.

## Frédéric II de Ferrette
En ce XIIe siècle Louis, fils de Frédéric, est souverain de Grandval qui était passé des mains des comtes d'Alsace à celles d'une branche des comtes d'Eguisheim. Il semble que ce soient les comtes de Sogren (Soyhières) qui tenaient l'avouerie de ce fief, ceux-ci étaient seigneurs des terres situées au sud de celles de Ferrette et possédaient l'avouerie du Sornegau (région de Delémont). Le dernier comte de Sogren (Soyhières) laissait deux filles dont l'une, Berthe, épousait un comte de Thierstein et l'autre, Agnès, se mariait à Louis de Ferrette. Cette union fait venir pour un temps dans la maison de Ferrette le château de Sogren (Soyhières), l'avouerie du Sornegau et celle de Grandval. 
Frédéric II de Ferrette, petit-fils de Frédéric Ier de Ferrette, eut deux fils Ulrich et Louis. Le premier se voit confier le Landvogt, ou bailliage, d'Alsace par le jeune empereur Frédéric II du Saint-Empire. Ce titre place Ulrich presque à égalité du Landgrave car il ne dépendait pas de lui. Des tensions s'élèvent en ce XIIIe siècle entre les comtes de Montbéliard et ceux de Ferrette pourtant parents. La cause en était la mauvaise délimitation des deux territoires du côté de Belfort où le comte de Montbéliard faisait élever un château, en réponse celui de Ferrette avait érigé une bretèche à Delle. Il fallut l'intervention du cardinal Conrad d'Urach, beau-frère de Frédéric II, pour aplanir les difficultés et convenir d'un traité d'alliance le 15 mai 1226 symbolisé par le mariage de Thierry III de Montbéliard avec Adélaïde de Ferrette. Les deux parties décidaient aussi que Frédéric abandonnerait au comte de Montbéliard le château de Montfort (bâti sur la colline de la Miotte à Belfort) et l'avouerie de Delle. Cette querelle à peine réglée une autre s'élevait avec l'évêque de Strasbourg Berthold Ier de Teck, parent lui aussi des comtes de Ferrette par la maison de Zähringen. Ce prélat voulait reprendre ses biens dans la maison de Dabsbourg et se heurtait aux refus de la maison de Lignange ; aussi il mettait le siège devant Eguisheim s'attirant par la-même la colère des comtes de Ferrette qui avaient des biens dans cette ville. Alors que la guerre faisait rage l'évêque s'avançait jusqu'à Vieux-Brisach (Allemagne) afin d'affronter le comte de Ferrette positionné entre Hirtzfelden et Blodelsheim. Le comte de Ferrette était mis en déroute laissant la région en proie aux brigandages.

## Le parricide de Frédéric II
Le comte Frédéric II mourait en 1233 de la main de son fils après que tous deux eurent une violente dispute liée à leur condamnation à la peine du harnescar (elle consistait en général dans l'obligation de parcourir processionnellement une certaine distance, en portant sur les épaules un chien, s'il s'agissait d'un haut baron, une selle de cheval, si c'était un simple chevalier, un gros missel, pour un ecclésiastique et une pièce de charrue pour les simples vassaux). Ils avaient été condamnés pour avoir fait arrêter et enfermer au château Altkirch l'évêque de Bâle Henri de Thun auquel ils contestaient la propriété de deux villages. Longtemps ce fut Louis, dit Grimel, d'un caractère violent, qui fut accusé du crime jusqu'à la découverte d'un acte conservé par l'abbaye de Lucelle : 
« En présence de Dieu et de Marie sa mère, Nous Ulric, comte de Ferrette, faisons connaître que le meurtrier de notre père Frédéric, n'est point notre frère Louis que nous avons accusé injustement, et exclu de sa succession à cause de la malédiction paternelle, mais nous Ulric. Que Dieu nous absolve de ce parricide, et aussi de la mort de Rodolphe, comte de Sogren ; c'est pourquoi, parvenu à la fin de nos jours, nous déclarons tous nos péchés à R. Bénedict qui écrit ma confession pour qu'elle soit un monument de mon crime et de ma vraie pénitence. En témoignage de ces choses, la présente charte est munie de notre scel. Donné l'an du Seigneur M.CC.LXXV, la veille des calendes de février ».
Néanmoins, pendant de longues années, Louis accepta de porter l'accusation du parricide et de quitter le château familial pour se retirer dans celui de Porrentruy. Selon les lois allemandes et un capitulaire de Lothaire, les crimes commis par un noble ayant droit de justice sur ses terres ne pouvaient être jugés que par tous les membres de sa propre famille. Privé d'une importante partie de son héritage et excommunié après l'enlèvement de l'évêque de Bâle, Louis décidait de partir à Rome rencontrer le pape pour solliciter l'absolution de ses fautes. Arrivé à Rieti, en Italie, le 18 août 1236 il ne put aller plus loin tant le voyage l'avait épuisé. Le souverain pontife avait envoyé à sa rencontre deux prêtres auprès de qui Louis se confessait et promettait de se soumettre à toutes les peines prononcées contre lui. Les deux prêtres l'absolvaient avec l'accord du pape et deux jours plus tard Louis décédait non sans avoir fait son testament : "Je, Louis comte de Ferrette, absous par frère Gottfried et frère Raynald, pénitentiaire du pape, de toutes excommunications dont je me sentais frappé, sain d'esprit mais infirme de corps, ne voulant pas mourir ab intestat, je déclare faire mon testament noncupatif devant l'archiviste et les témoins à cet effet. Je constitue l'église de Rome pour héritière de tous les biens meubles et immeubles qui peuvent m'appartenir de droit, quels qu'en soient les détenteurs, que ces biens soient des châteaux, des villages, des hommes et des vassaux, ou toutes autres choses, ne réservant que deux seuls villages, Hagenthal et Durlisdorf avec toutes leurs dépendances, dans le diocèse de Bâle, et je lègue ces deux villages à ma femme. De plus je veux et je statue que, d'après les ordres du seigneur pape et sur de justes réclamations, on répare avec mes biens tous les dommages que j'ai causés personnellement ou par mon autorité, et qu'avec le restant de ma fortune, il envoie des gens de guerre au secours de la terre sainte. C'est là mon dernier testament et je veux qu'il soit stable et perpétuel".

## La succession
Le 15 janvier 1271 le comte Ulrich, fils de Frédéric II de Ferrette, avec l'accord de son fils Théobald vendait à l'évêque de Bâle Heinrich III von Neuenburg-Erguel  : "l'église, le château et la ville de Ferrette, le château de Sogren, Blochmont, Lœwenbourg, Mœrsperg, Liebstein, le château et la ville d'Altkirch, Ammertzwiler, Spechbach, Hohennach, Wineck, la courtine de Cernay et ses attenances tant au-dessus qu'au-dessous de la ville, avec ses juridictions et districts et tous les droits, de même que ses vassaux et ministériels, ainsi que les courtines de Dirlinsdorf, de Bouxwiller, de Riespach, d'Altkirch avec les mairies qui en dépendent ; Spechbach, Ammertzwiler, Burnhaupt, Schweighausen, les villes de Thann et de Dannemarie, avec les hommes, les avoueries, les mairies, les vignes, les champs, les prés, les pâturages, les forêts, les eaux et cours d'eau, les moulins, les étangs, les lieux cultivés et incultes, les districts, honneurs, juridictions et toutes les dépendances quelconques et droits de propriétés appartenant au vendeur, de quelle nature qu'ils soient, excepté le château de Schœnenberg et la courtine d'Ilfurt, pour la somme de 850 marcs d'argent, et que lui et son fils Théobald reprennent aussitôt ces biens en fief de l'église de Bâle, lui promettant solennellement que ni lui ni ses successeurs n'aliéneraient ces domaines en sorte de prejudicier à l'église de Bâle, sous peine d'excommunication".
Ulrich III de Ferrette, qui avait succédé à son père Théobald, était inquiet au sujet de ses terres qu'il tenait de l'évêque de Bâle car depuis neuf ans qu'il était marié il n'avait que deux filles et logiquement ce fief serait retiré des domaines de Ferrette et retournerait à l'évêché. Il rencontrait donc, le 30 mai 1318 à Delémont, l'évêque Gerhard von Wippingen ; celui-ci, en reconnaissance des services qu'Ulrich lui avait rendus, consentait à reconnaitre comme apte à succéder à leur père Jeanne et Ursule. Dans le même temps Ulrich en profite pour s'associer avec l'évêque afin d'acheter un tiers de la succession de Berthold, comte de Strasberg et marquis de Bade.
Jeanne de Ferrette épouse d'Albert II d'Autriche en 1324 et deux jours après l'inhumation d'Ulrich II sa veuve transfère à son gendre le riche héritage de Ferrette. En le recevant Albert II jurait de protéger les biens que sa belle-mère avait gardés, c'est-à-dire Granges, Rougemont, les vallées de Traubach et de Soppe ainsi qu'Uffholtz. C'est ainsi qu'Albert II entre en possession des immenses terres du comté de Ferrette et les réunit à ses propres possessions formant ainsi ce qui s'appelait alors l'Autriche antérieure. Après la mort d'Albert c'est son fils Rodolphe IV qui prend le titre de comte de Ferrette.
Pendant plus de trois siècles (1324-1648) le comté de Ferrette appartint aux Habsbourg.
En 1469, l’archiduc Sigismond d'Autriche l'engagea, comme toutes ses possessions en Alsace, au duc de Bourgogne, Charles le Téméraire, qui le fit administrer par son bailli, Pierre de Hagenbach. La tyrannie de ce dernier y ayant fait éclater une révolte (1474), le comté revint à la maison d'Autriche ; il fut compris comme les possessions autrichiennes dans l’héritage de Ferdinand Ier du Saint-Empire, du partage de 1522 entre ce prince et son frère Charles Quint. Depuis lors, « comte de Ferrette » n’est pratiquement plus qu’un titre nobiliaire.
La fin de la Guerre de Trente Ans par le traité de Westphalie (1648) provoqua le démantèlement de l’Autriche Antérieure dont dépendait la Haute Alsace. La France devait recevoir le comté de Ferrette mais il y eut contestation ; le comté ne fut définitivement cédé qu'en 1650. Reconnaissant, Louis XIV, le donna à Jules Mazarin en 1659 : « Les grands signalez et recommandables services rendus à nostre personne et à nostre estat, par nostre très cher et très amé Cousin le Cardinal Mazarin. » Le cardinal reçut aussi le comté de Belfort, la seigneurie de Delle, les terres et seigneuries de Thann et d’Altkirch ainsi que la seigneurie d’Issenheim
Le titre revint aux Mancini par le mariage de Hortense Mancini, nièce du Cardinal Mazarin, avec Armand Charles de la Porte. Le Cardinal imposa au jeune époux d'abandonner son nom et ses Armes pour celles de Mazarin. Il obtint ainsi en héritage son immense fortune.
En 1777, Louise-Félicité-Victoire d'Aumont-Mazarin, descendante de la nièce du Cardinal, épousa Honoré IV Anne-Charles-Maurice, duc de Valentinois et prince de Monaco. Aujourd'hui encore les princes de Monaco portent le titre de comte de Ferrette et ne dédaignent pas de temps à autre se faire acclamer par la population tout heureuse de les recevoir. (Voir les différents titres des Grimaldi.)

## Les familles nobles de Ferrette
Le titre de seigneur puis comte de Ferrette sera donné à un membre de la famille de Montbéliard en la personne de Frédéric (? - 1092), aussi marquis de Suze, puis d'une façon formelle à Frédéric Ier de Ferrette (? - 1160). Parallèlement à ces seigneurs il existait une famille noble originaire de Ferrette dont les plus anciens membres trouvés sont Sigefrid et Adelbert cité dans l'acte de fondation de l'abbaye de Lucelle en 1123. Plus tard en 1144 lors de la fondation du monastère de Feldbach (sur le territoire de Vieux-Ferrette) il est cité Otton de Firretho, Valo, Reimbold et Ulrich comme "dommus" ou chevalier de Firretho. Reimbold sera "ministrel" de Louis de Ferrette. En 1213 un Rodolphe de Ferrette, fils de Luitfried, apparait comme tenant un fief du comte de Thierstein. Cinq ans plus tard un Bourcard de Ferrette était petit-fils de Bourcard d'Asuel. Au XIVe siècle vivait un moine de Lucelle nommé Pierre de Ferrette et Ulrich II transigeait au sujet du château de Liebstein avec les chevaliers Théobald et Ulrich de Ferrette. Cet Ulrich, par ailleurs fils d'Ulmann de Ferrette, était un noble distingué du Sundgau et possédait l'avocatie du Brisgau alors que son père était avoué du Sundgau. Le petit-fils D'Ulmann, Pantaléon, eut deux fils Théobald et Ulrich qui seront les souches de deux familles nobles du nom de Ferrette. La première prenait le nom de son fondateur Théobald et s'éteignait en 1720 à la mort de François Théobald de Ferrette. La seconde dite "Ulricienne" se divisait encore en deux branches vers 1576 sous le titre de Ferrette de Carolsbach et de Ferrette de Florimont. Reinhard de Ferrette de Carolsbach était titré baron par Ferdinand III. Il eut trois fils : Ferdinand-Ignace fut chanoine d'Aichstadt, Antoine fut chevalier teutonique et Jean-Baptiste perpétua le nom ; le fils de ce dernier, François-Antoine baron de Ferrette épousait en 1741 Françoise de Reinach-d'Obersteinbrunn. Une autre branche apparait vers la fin du XVe siècle sous le nom de Ferrette-Zillisheim dont un membre, Jean-Adam de Ferrette-Zillisheim, était conseiller de l'archiduc d'Autriche et bailli du Sundgau. Cette branche devait s'éteindre vers 1721. Les armoiries des barons de Ferrette étaient : De sable au lion à une ou deux queues d'argent, lampassé et armé de gueules et couronné d'or. En 1480 le cimier était ""'un buste d'homme vu de profil, de sable, figure en carnation et coiffé d'un bandeau d'argent", plus tard ce sera "un buste de lion d'argent, armé et lampassé de gueules, couronné d'or".

## Territoire
En 1789, le territoire de l'ancien Comté de Ferrette était composé des villes et villages suivants:

### Seigneurie deFerrette
Le Comté de Ferrette tire son nom du château du même nom, auprès duquel s'est construite la ville de Ferrette, chef-lieu de la seigneurie du même nom. Le Comté n'est pas à confondre avec cette dernière ; il était d'une bien plus grande étendue, composé en plus des seigneuries de Thann, Altkirch et plus tard de celles de Belfort, Delle, Rougemont et Masevaux.

### Autres territoires
Le Comté de Ferrette comportait également en son sein :
- La ville de Sennheim, le village de Steinbach et les restes du village de Birlingen
- Le village de Staffelfelden